# 19120 Doronina
19120 Doronina este un asteroid din centura principală de asteroizi.

## Descriere
19120 Doronina este un asteroid din centura principală de asteroizi. A fost descoperit pe 6 august 1983 la Observatorul de Astrofizică din Crimeea de Liudmila Karacikina. Asteroidul prezintă o orbită caracterizată de o semiaxă mare de 2,57 ua, o excentricitate de 0,22 și o înclinație de 8,0° în raport cu ecliptica.